# ニオイタチツボスミレ
ニオイタチツボスミレ Viola obtusa (Makino) Makino は、スミレ属の植物の一つ。タチツボスミレに似て、花弁の紫が色濃く、また花の中央が白い。

## 特徴
常緑性の多年生草本。植物体全体に細かな毛がある。地下茎は短く、やや木質化する。茎は花の時期より後に伸びて立ち上がり、束になって出て、果実が出来る頃には30cmに達する例もある。根出葉は円心形で長さ2-3cm、基部は心形になる。花期の葉は質が柔らかくて先端は丸まって尖らず、縁には鈍い鋸歯が並ぶ。地上に伸びる茎から出る葉はやや長くなって三角状狭卵形で長さ2.5-4cmになる。托葉は深く羽裂し、裂片は幅が狭い。
花期は4-5月。春のまだ地上茎が伸び出す前に、根出する葉の間から花茎が高く伸び出し、横向きから俯きに花をつける。伸びた茎の葉腋からも花を出す。花は濃い紅紫色で、弁の基部近くが白いので花全体では中心部が白く抜けたようになる。花弁は丸くて長さ12-15mm、側弁は無毛で距は長さ6-7mmで左右から扁平になっており、幅が広い。
花には香りがある。和名はこの香りがあることに依っている。

## 分布と生育環境
北海道西南部から九州までに分布する。
山や丘で日当たりのよい草地によく見られる。また山腹なら広葉樹林の下などにも出現し、明るくて乾燥した環境を好む。

## 類似種
近縁種のタチツボスミレとは全体によく似ている。この種は日本のスミレ属でもっとも普通なものの一つで、本種よりもこちらを見ることが遙かに多い。区別点としてはこの種では花弁がやや幅狭く、そのために花弁の間に隙間が出来ること、またこの種では花色は淡い紫で全体に色が乗るのに対し、本種では濃紅紫色と色濃く、また花弁の基部が白く花全体としては中心が白く抜けることがあげられる。この花の特徴は他の種との区別点にもなる。またナガバタチツボスミレとは立ち上がる茎につく葉が細長くなる点で共通しており、花がない時期には本種と区別が難しいが、この種は植物体がほぼ無毛であること、葉の鋸歯が丸みのある鈍形にならないことで区別出来る。
植物体に微毛があるのも判別のポイントとしては重要で、特に花茎に多い。ただし海岸近くでは無毛の個体を見ることがあり、逆にタチツボスミレに有毛のものが地域によっては見られる。
なお、タチツボスミレ類には色が淡くて香りのないものが多い中、本種は花色が濃くて香りがあり、この類ではもっとも華やかな種と言われる。

## 種内変異
本種の変種は台湾に分布する。
- V. obtusa var. tsuifengensis T. Hashim. タイワンニオイタチツボスミレ

以下のような品種名が与えられている変異がある。ただし一般の図鑑には取り上げられていない。
- f. hemileuca オトメニオイタチツボスミレ

本種の白化品ながら唇弁の距に紫色を残すもの。
- f. chibai　シロバナニオイタチツボスミレ

本種の純白化品で、唇弁も距も白いもの。ごく希。
- f. nuda　ケナシニオイタチツボスミレ

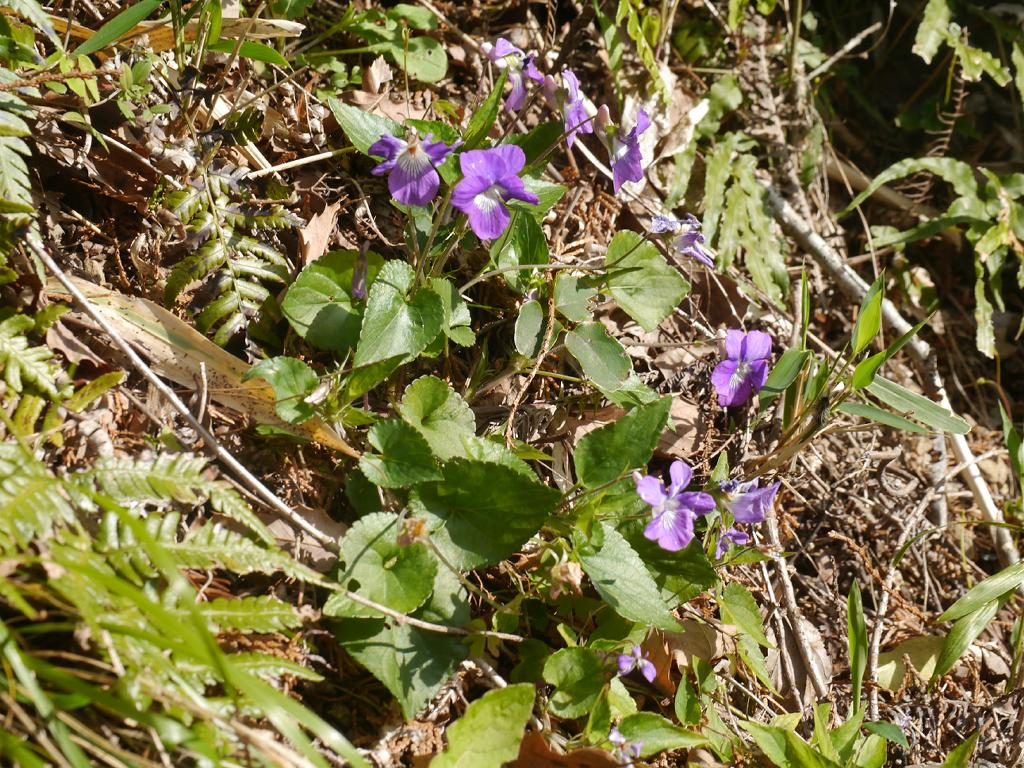
咲いている様子
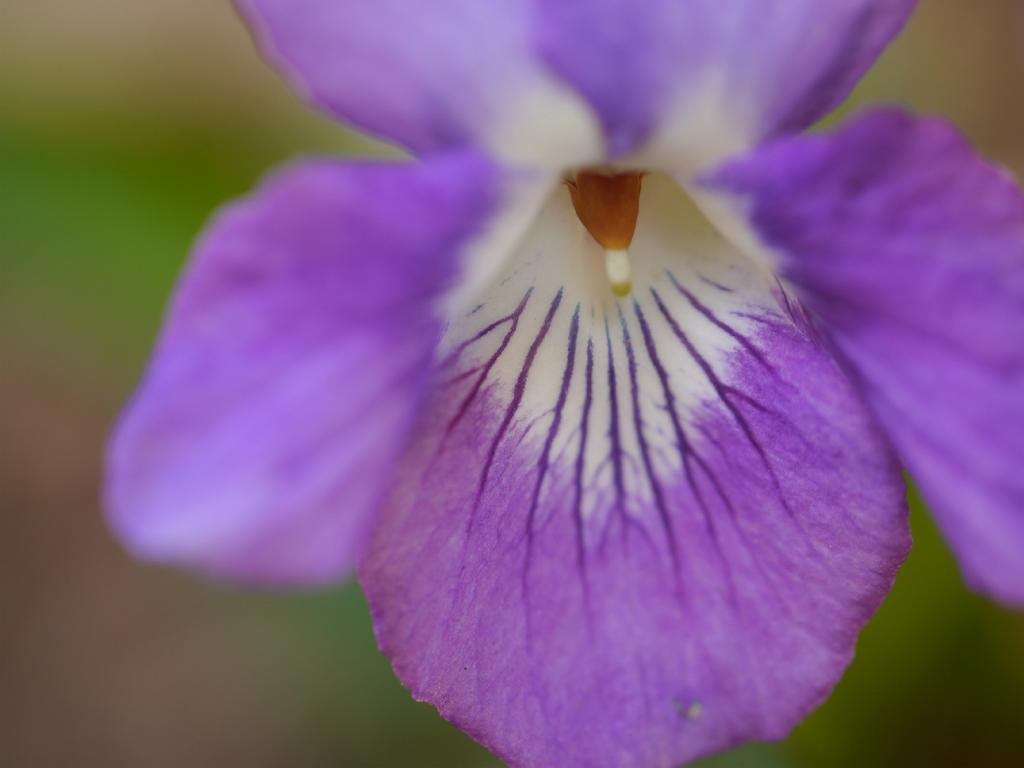
花の中心部
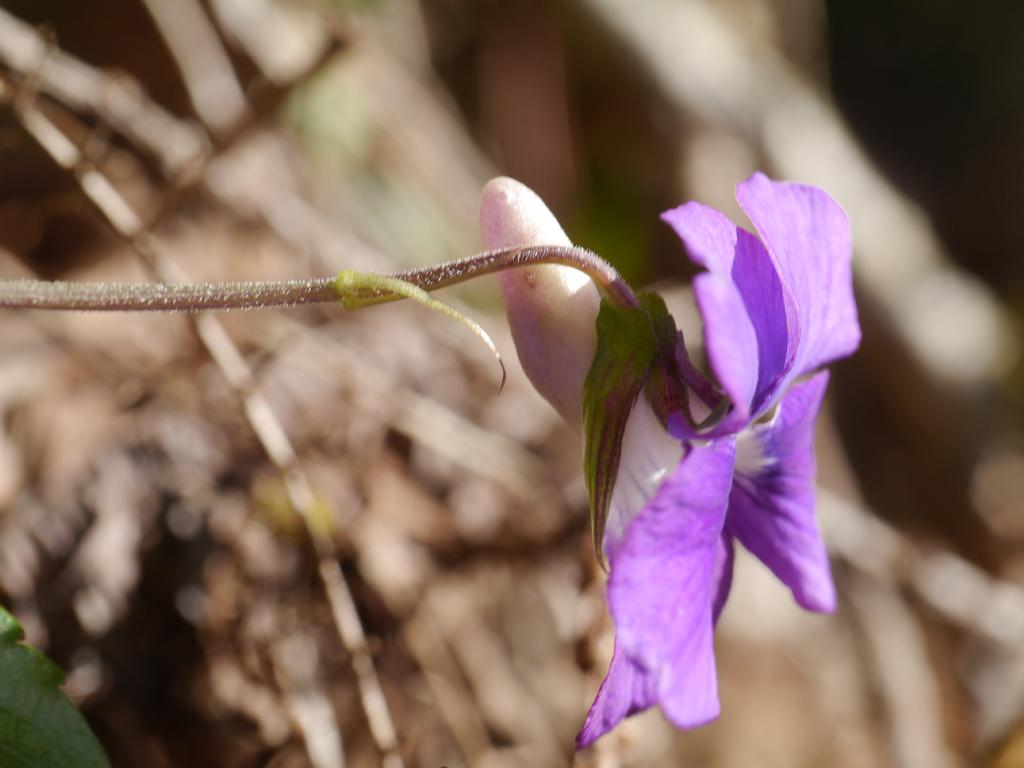
側面 平らな距と花茎の細毛が見える
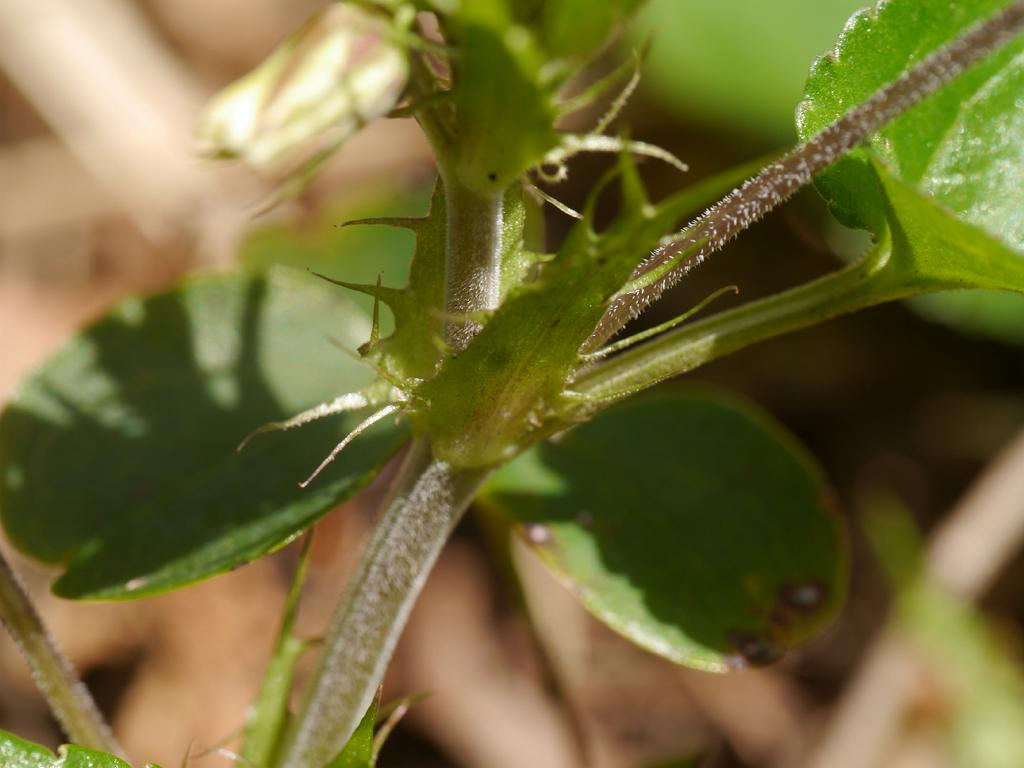
托葉